# Erioptera pectinella
Erioptera pectinella är en tvåvingeart som beskrevs av Alexander 1961. Erioptera pectinella ingår i släktet Erioptera och familjen småharkrankar. Inga underarter finns listade i Catalogue of Life.